# Warta Poznań (voetbal)

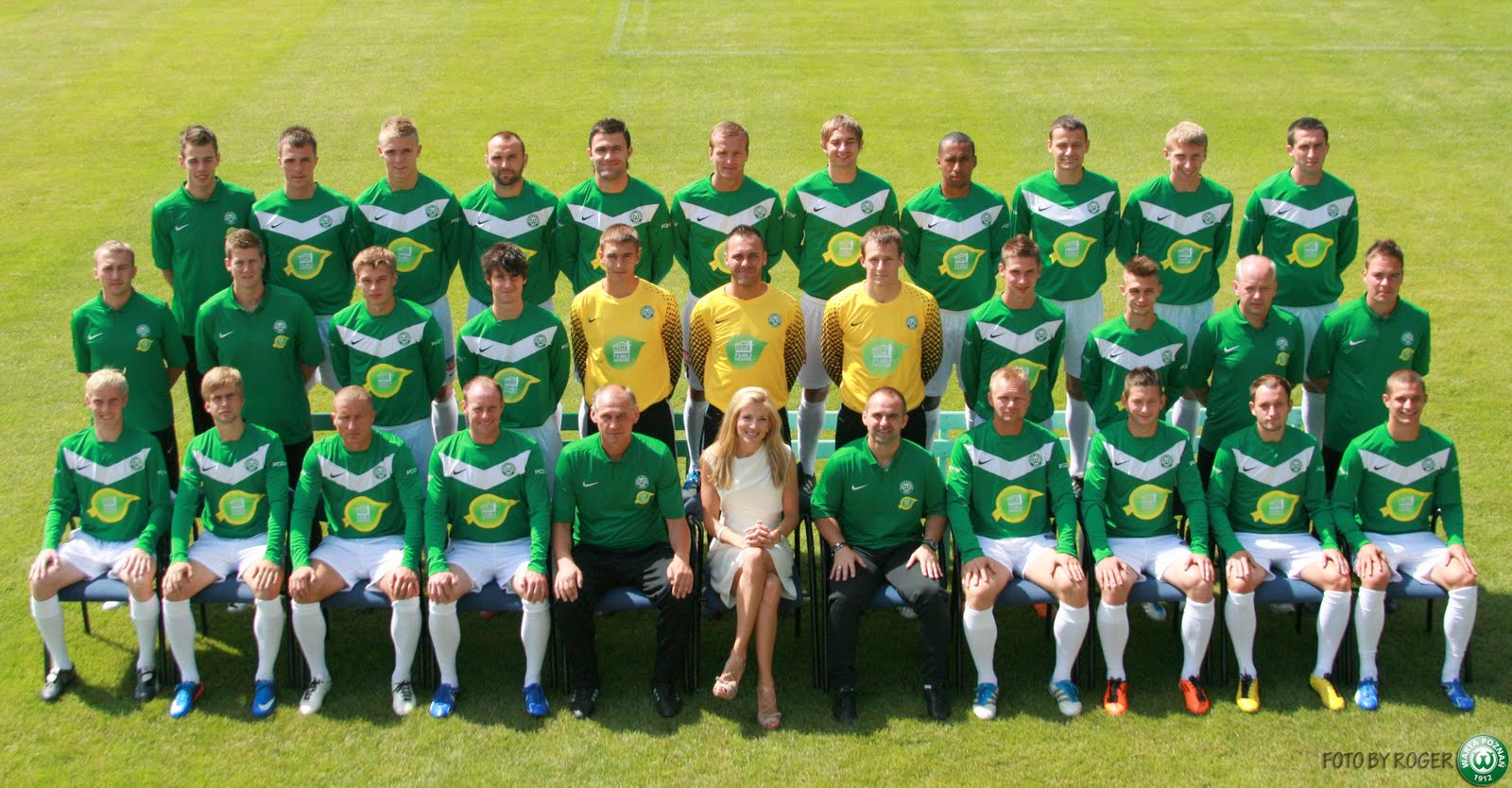
Warta Poznań 2011

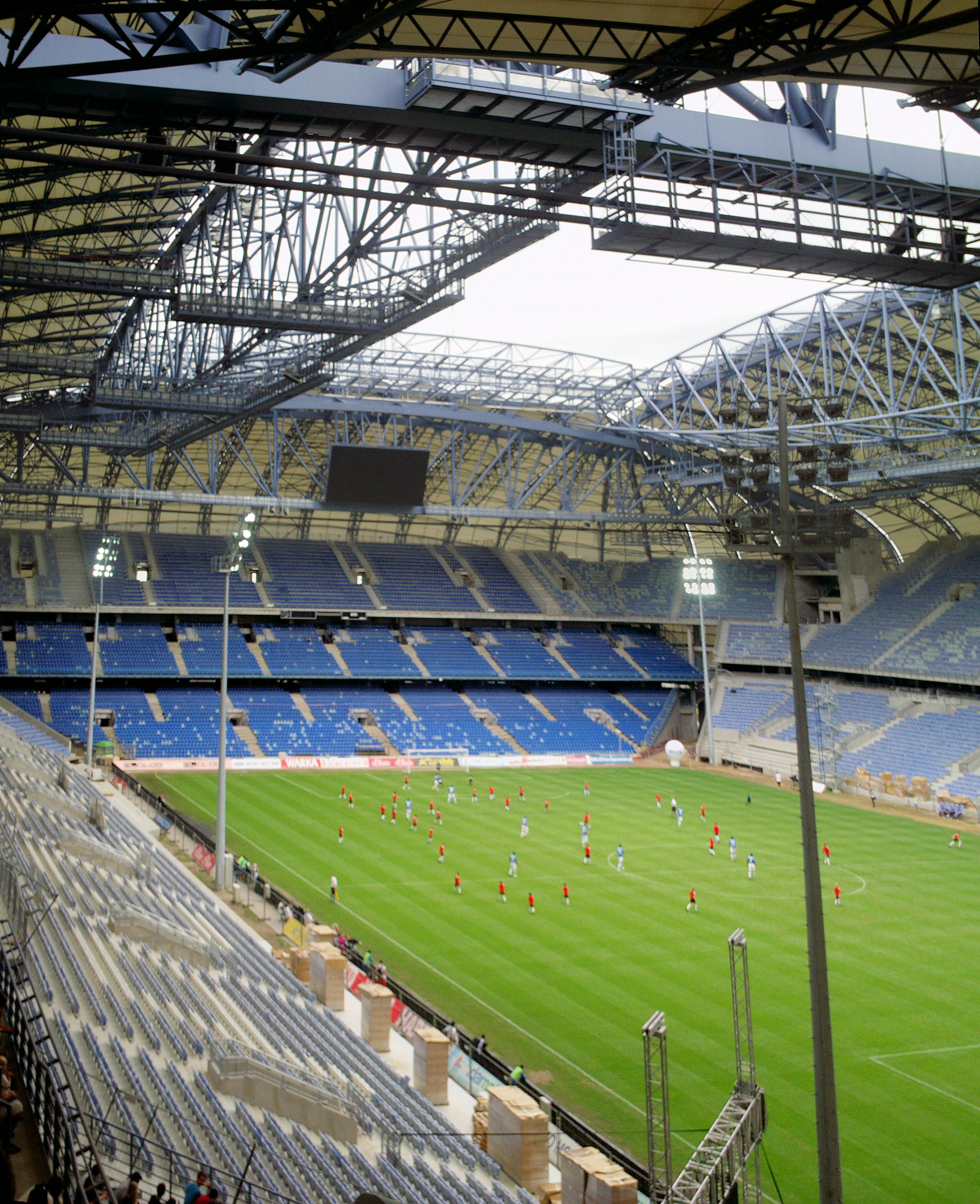
Stadion Miejski

Warta Poznań is een voetbalclub uit de stad Poznań in Polen. De club won het Poolse landskampioenschap twee keer in de historie. De clubkleuren zijn groen-wit. Tussen 1951 en 1956 speelde de club als Stal Poznań.
In 1923 werd een gelijknamige hockeyclub opgericht.

## Erelijst
Landskampioen
in 1929, 1947

## Bekende (oud-)spelers
- Grzegorz Rasiak
- Maciej Żurawski